# Acedanthidium flavoclypeatum
Acedanthidium flavoclypeatum är en biart som först beskrevs av Gupta 1993.  Acedanthidium flavoclypeatum ingår i släktet Acedanthidium och familjen buksamlarbin. Inga underarter finns listade i Catalogue of Life.